# 北島貴孝
北島 貴孝（きたじま よしのり、1884年〈明治17年〉7月10日 - 1956年〈昭和31年〉8月20日）は、大正から昭和前期の神職、政治家、華族。出雲大社北島国造家第77代当主、貴族院男爵議員。

## 経歴
島根県簸川郡（現・出雲市大社町）で北島国造家76代当主・北島斉孝の長男として生まれる。父の死去に伴い1918年（大正7年）12月20日、男爵を襲爵した。
1906年（明治39年）、学習院高等科を卒業し、さらに東京帝国大学文科大学史学科を修了した。1918年、父の死去後、神道出雲教会大教主に就任。1952年（昭和27年）、神道大教から離れ出雲教を設立して国造に就任した。1948年（昭和23年）から1953年（昭和28年）まで出雲大社御造営御用掛を務めた。
1925年（大正14年）7月10日、貴族院男爵議員に選出され、公正会に所属して活動し1947年（昭和22年）5月2日の貴族院廃止まで在任した。

## 親族
- 父：北島斉孝
- 母：北島延子（清閑寺盛房長女）[1]
- 先妻：北島幸子（ゆきこ、菊亭脩季次女）[1]
- 後妻：北島真佐子（武田堤長女）[1]
  - 長男：北島英孝[1]
  - 長女：赤松寿美子（赤松幹男夫人）[1]